# Интерпретатор (шаблон)
Интерпретатор (на английски: Interpreter) е поведенчески шаблон за дизайн, който се използва в обектно-ориентираното програмиране. Интерпретаторите четат всички команди от първичната програма; контролират за синтактични и логически грешки.